# Tremitské ostrovy

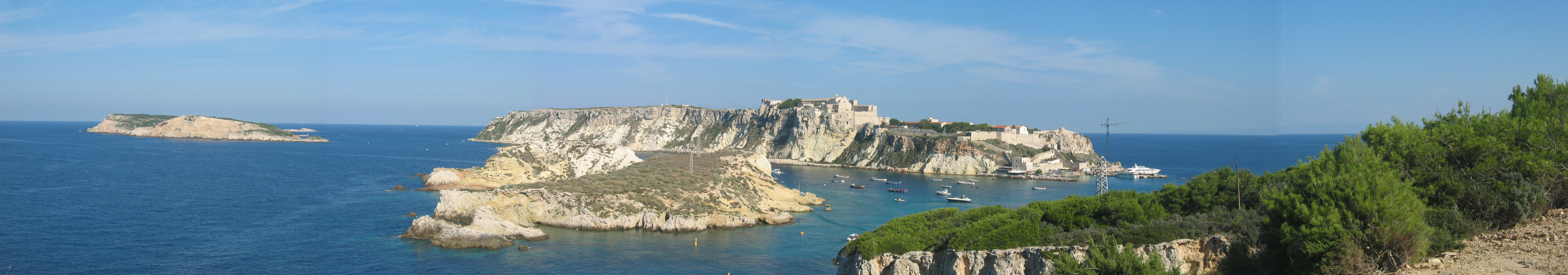
Panoramatický pohled na ostrovy

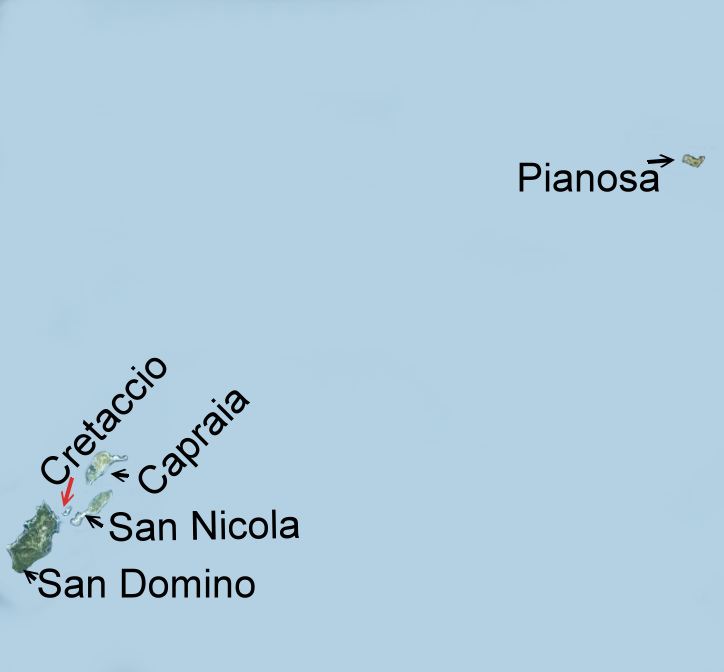
Mapa

Tremitské ostrovy (Isole Tremiti) je skupina šesti ostrůvků v Jaderském moři, ležící asi 20 km severně od poloostrova Gargano. Souostroví je součástí Itálie (oblast Apulie). Tremitské ostrovy mají celkovou rozlohu 3,13 km² a v roce 2010 na nich žilo 486 obyvatel.

## Seznam ostrovů
- San Nicola
- San Domino
- Capraia
- Il Cretaccio
- La Vecchia
- Pianosa

## Příroda
Ostrovy jsou tvořeny vápencem a mají typické středozemní klima. Vegetaci tvoří převážně borovice alepská. Nejvyšší bod souostroví se nachází 70 metrů nad mořem.

## Historie
V antických dobách se souostroví jmenovalo Diomédovy ostrovy podle hrdiny trojské války Dioméda, který je údajně pohřben na ostrově San Nicola. Současný název znamená doslova chvějící se ostrovy a pochází od častých zemětřesení. Na ostrovech byla ve vyhnanství Julie mladší, k internaci politických vězňů sloužily i v novověku (bojovníci za nezávislost Libye nebo odpůrci Mussoliniho; na ostrově San Domino byli drženi v izolaci homosexuálové). V roce 1989 bylo souostroví prohlášeno mořskou biosférickou rezervací. Tremity navštíví ročně asi sto tisíc turistů, které láká čisté moře vhodné pro potápění i historické památky (benediktinské opatství Santa Maria de Mare založené v 8. století).